# Президентские выборы в США (1884)
Президентские выборы в США 1884 года проходили 4 ноября и отличались грязной предвыборной кампанией и личностными нападками. С небольшим перевесом кандидат от демократов губернатор Нью-Йорка Гровер Кливленд победил республиканца сенатора Джеймса Блейна. Этот результат во многом был решён победой Кливленда в штате Нью-Йорк с разницей лишь около тысячи голосов. Впервые с выборов 1856 года президентом стал демократ. В восьмой раз победитель выборов набрал меньше 50% голосов избирателей.

## Выборы
Отставной генерал армии США Уильям Текумсе Шерман ответил желающим выдвинуть его кандидатом в президенты телеграммой, ставшей известной как заявление Шермана:
Если меня выдвинут, я не буду участвовать в выборах; если меня изберут, я не буду исполнять обязанности.Оригинальный текст (англ.)If nominated, I will not run; if elected, I will not serve
В оригинале телеграмма звучала как «I will not accept if nominated, and will not serve if elected». Впоследствии это заявление не раз повторялось различными потенциальными кандидатами на выборные должности.

### Кампания
Вопросы личностного характера превалировали во время этой предвыборной кампании. Бывший спикер палаты представителей Джеймс Блэйн дважды на предыдущих выборах не номинировался республиканцами. В 1876 году бостонский бухгалтер Джеймс Миллиган обнаружил письма, показывающие, что Блэйн продавал своё влияние в Конгрессе частным компаниям, в том числе железнодорожным, в обмен на гарантию государственной поддержки и обеспечения грантов на федеральную землю. Одно из писем заканчивалось припиской «Сожги это письмо», из которого демократы сделали популярную песенку «Сожги, сожги, сожги письмо!». Даже часть республиканцев во время предвыборной кампании агитировали против Блэйна (так называемые магвампы).
Кливленд был известен своей честностью, но газетчики нашли, что он имел внебрачного ребёнка, которого отдал в сиротский дом. Команда Кливленда пыталась всеми силами уменьшить урон, принесённый этим скандалом.
За неделю до выборов на одном из республиканских собраний в Нью-Йорке, на котором присутствовал Блэйн, один из священников Сэмюэл Бёрчард, выступая против фракции магвампов, заявил: «Мы — республиканцы и не предлагаем покинуть партию и идентифицировать себя с партией, чьими прародителями были ром, католицизм и бунт». Хотя сам Блэйн не обратил внимание на этот антикатолический выпад своего сторонника, демократы смогли широко использовать его в своей кампании. В результате католики Нью-Йорка резко настроились против Блэйна и обеспечили победу Кливленда.

### Результаты
| Кандидат         | Партия                                    | Избиратели | Избиратели | Выборщики |
| Кандидат         | Партия                                    | Количество | %          | Выборщики |
| ---------------- | ----------------------------------------- | ---------- | ---------- | --------- |
| Гровер Кливленд  | Демократическая партия                    | 4 914 482  | 48,85%     | 219       |
| Джеймс Блейн     | Республиканская партия                    | 4 856 903  | 48,28%     | 182       |
| Джон Сен-Джон    | Партия запрета                            | 150 890    | 1,50%      | 0         |
| Бенджамин Батлер | Партия гринбекеров Антимонопольная партия | 134 294    | 1,33%      | 0         |
| Другие           | —                                         | 3 576      | 0,04%      | 0         |
| Всего            | Всего                                     | 10 060 145 | 100%       | 401       |